# Breznica (gmina Žirovnica)
Breznica – wieś w Słowenii, siedziba gminy Žirovnica. 1 stycznia 2017 liczyła 470 mieszkańców.